# Ехо (митологија)
Ехо (грч. Ἠχώ) је горска нимфа, персонификација одјека.
Постоји неколико верзија овог старогрчког мита. По првој Ехо је Зевсову жену Херу заговарала и онемогућавала је да га ухвати у прељуби. Хера је због тога одлучила да је казни тако што није могла да проговори прва, због чега се нимфа повукла у шуме, где је срела Нарциса у кога се несретно заљубила и увенула од туге. Од ње је остао само глас. 
Друга верзија је да је у Ехо био заљубљен бог Пан, али је она своју љубав поклонила Сатиру. Али постоји и верзија о срећној љубави Ехо и Пана, из које су се изродиле њихове кћери Јамба и Јинкс.
Према каснијем предању Ехо је кћи смртника и нимфе, коју су отхраниле нимфе, а музе су је научиле да пева и свира. Живела је са нимфама и музама и клонила се мушкараца, чак и Пана, који јој се осветио. Њено раскомадано тело је сакрила Мајка Земља, а по вољи муза, глас Ехо је остао на земљи да опонаша друге гласове, па чак и Панову свирку.